# Aphthona chrozophorae
Aphthona chrozophorae là một loài bọ cánh cứng trong họ Chrysomelidae. Loài này được Prathapan & Konstantinov miêu tả khoa học năm 2003.